# Cornillé
Cornillé település Franciaországban, Ille-et-Vilaine megyében. Lakosainak száma 967 fő (2022. január 1.). Cornillé Louvigné-de-Bais, Saint-Aubin-des-Landes, Saint-Didier, Saint-Jean-sur-Vilaine és Torcé községekkel határos.

## Népesség
A település népességének változása:
| Lakosok száma | 555  | 532  | 572  | 846  | 943  | 969  | 966  | 964  | 969  | 967  |
|               | 1968 | 1982 | 1990 | 2006 | 2013 | 2015 | 2017 | 2019 | 2020 | 2022 |